# All American (série télévisée)
All American: Homecoming
All American est une série télévisée américaine créée par April Blair et diffusée depuis le 10 octobre 2018 sur The CW. La série est inspirée de la vie du joueur de football américain professionnel Spencer Paysinger (en).
Au Québec, la série est diffusée depuis le 8 janvier 2020 sur Vrak, en Belgique, depuis le 8 juin 2020 sur La Deux.
En France, elle est disponible du 1er novembre 2020 sur le service Salto jusqu'à sa fermeture. Puis disponible quelque temps sur MYTF1. Elle reste inédite dans les autres pays francophones.

## Synopsis
La série télévisée s'inspire de la vie de Spencer Paysinger (en), joueur de football américain évoluant au poste de linebacker (secondeur) qui a été engagé en 2011 par la franchise des Giants de New York pour jouer en National Football League (NFL) alors qu'il n'avait pas été choisi à la draft de la même année. Son parcours débute alors qu'il n'est qu'un jeune athlète du lycée South Central de Los Angeles avant qu'il n'intègre et devienne le capitaine de l'équipe de football américain de la prestigieuse Beverly Hills High School (en).

## Distribution

### Acteurs principaux
- Bre-Z (VF : Vanessa Van-Geneugden) : Tamia « Coop » Cooper
- Greta Onieogou (VF : Aurélie Konaté) : Layla Keating Baker
- Michael Evans Behling (VF : Jim Redler) : Jordan Baker
- Osy Ikhile : Cassius Jeremy (depuis la saison 7)
- Alexis Chikaeze : Amina Simms (depuis la saison 7, invitée saison 6)
- Nathaniel McIntyre : Kingston « KJ » Jeremy (depuis la saison 7)
- Antonio J. Bell : Khalil (depuis la saison 7, invité saison 6)

Anciens acteurs principaux
- Taye Diggs (VF : Bruno Dubernat) (1re voix, saisons 1 à 4) puis Bernard Gabay (2e voix, saison 4), et Guillaume Orsat (3e voix, saison 5) : Billy Baker (saisons 1 à 5, invité saison 6)
- Hunter Clowdus (VF : Loïc Guingand) : JJ Parker (saisons 4 et 5, récurrent saisons 1 à 3)
- Daniel Ezra (VF : Eilias Changuel) : Spencer James (saisons 1 à 6, invité saison 7)
- Samantha Logan (VF : Emmylou Homs) : Olivia James Baker (saisons 1 à 6, invitée saison 7)
- Monet Mazur (VF : Juliette Degenne) : Laura Fine-Baker (saisons 1 à 6, invitée saison 7)
- Cody Christian (VF : Gauthier Battoue) : Asher Adams (saisons 1 à 6)
- Karimah Westbrook (en) (VF : Odile Schmitt) (1re voix, saison 1) puis Daria Levannier (2e voix, depuis la saison 2) : Grace James (saisons 1 à 6)
- Jalyn Hall (VF : Kaycie Chase) (1re voix, saisons 1 et 2) puis Cédric Lemaire (2e voix, depuis la saison 3) : Dillon James (saisons 1 à 6)
- Chelsea Tavares (VF : Youna Noiret) : Patience (saisons 3 à 6, récurrente saisons 1 et 2, invitée saison 7)

### Invités
- Danielle Campbell : Hadley (épisode 1)
- Chip Kelly : lui-même (saison 2)
- Merrick McCartha : Robert Hicks (saison 2 et 3)
- Cordae : lui-même (saison 3)
- DeSean Jackson (VF : Guillaume Bourboulon) : lui-même (saison 3)
- Tribe Mafia : eux-mêmes (musique de fond, saison 5)
- Joanna « JoJo » Levesque (VF : Edwige Lemoine) : Sabine (saison 4)
- John Salley (VF : Daniel Njo Lobé) : lui-même (saison 5)
- Darone Okolie (VF : Jérôme Pinto) : Sal Dominguez (saison 5)
- Tre Hale (VF : Vincent Bonnasseau) : Kai (saisons 5 et 6)
- Trick Williams : Eddie Blair (saison 7)

### Invités d'All American: Homecoming
- Peyton Alex Smith (VF : Diouc Koma) : Damon Sims (saison 3)
- Kelly Jenrette (en) (VF : Delphine Braillon) : Amara Patterson (saisons 3 et 4)
- Cory Hardrict (VF : Franck Sportis) (1re voix : 1 ép.) remplacé par (VF : Stéphane Pouplard) (2e voix) : Coach Marcus Turner (saison 3)
- Sylvester Powell (VF : Jhos Lican) : Jessie Raymond, Jr (saison 3)
- Netta Walker (VF : Alice Taurand) : Keisha McCalla (saisons 3 et 5)
- Camille Hyde (VF : Laura Zichy) (1re voix : 1 ép.) remplacée par (VF : Angèle Humeau) (2e voix) : Thea Mays (saison 3)
- Rhoyle Ivy King (en) (VF : Jonathan Gimbord) : Nathaniel Hardin (saison 3)
- Leonard Roberts (VF : Antoine Tomé) (1re voix : 1 ép.) remplacé par (VF : Nicolas Justamon) (2e voix) : Président Zeke Allen (saison 3)
- John Marshall Jones (VF : Jean-Paul Pitolin) : Leonard Shaw (saison 3)
- Derek Rivera (VF : Kévin Goffette) : Santiago Reyes (saison 3)

 Source et légende : version française (VF) sur RS Doublage

## Production

### Développement
En septembre 2017, il est annoncé que le vétéran de la CW, Greg Berlanti, avait deux pilotes en développement pour la chaîne, l'un d'eux inspiré par la vie du joueur de football de la NFL, Spencer Paysinger. Il a également été révélé qu'April Blair écrirait et produirait le projet sans titre, avec Berlanti et Sarah Schechter comme productrice. Un pilote pour la série potentielle, alors appelé Spencer, a été commandé en janvier 2018. Le 11 mai 2018, il est annoncé qu'il sera diffusé prochainement. Le 2 octobre 2018, il est signalé que Blair s'était retiré du showrunner pour des "raisons personnelles" et avait ensuite été remplacé par le coproducteur exécutif Nkechi Okoro Carroll, également devenu producteur exécutif. Le 8 octobre 2018, The CW a commandé cinq scripts supplémentaires pour la série.
Le 24 avril 2019, la série est renouvelée pour une deuxième saison.
Le 7 janvier 2020, le réseau renouvelle la série pour une troisième saison.
Une sixième saison est commandée le 11 janvier 2023.
Une septième saison est annoncée en juin 2024 tandis que son spin-off est annulé après trois saisons.
Le 2 juin 2025 la série est renouvelée pour une huitième et dernière saison de 13 épisodes pour une diffusion en 2026.

### Attribution des rôles
Le 22 février 2018, Taye Diggs est désigné pour jouer le rôle de Billy Baker, suivi une semaine plus tard par Samantha Logan dans le rôle d'Olivia Baker, sa fille. Le reste de la distribution est complété en mi-mars par Bre-Z et Greta Onieogou le 15 mars, sous les rôles de Tamia Cooper et Layla Keating, avec Monet Mazur, Michael Evans Behling et Cody Christian, le lendemain pour jouer Laura Fine-Baker, la mère d'Olivia ; Jordan Baker, le frère d'Olivia ; et Asher Adams,. Le 19 mars, Karimah Westbrook est choisie pour interpréter Grace James et l'acteur britannique Daniel Ezra dans le rôle principal de Spencer James le 21 mars,. Le 31 mai, Jalyn Hall est promu dans la série en tant que personnage régulier dans le rôle de Dillon James, le petit frère de Spencer.

### Tournage
Le tournage de la série a eu lieu à Los Angeles, en Californie. Le pilote a été tourné pendant le premier trimestre de 2018. Le tournage de la série a commencé en juillet.

## Épisodes
| Saisons | Saisons | Nombre d'épisodes | Diffusion originale sur The CW | Diffusion originale sur The CW | Diffusion en VF   | Diffusion en VF   |
| Saisons | Saisons | Nombre d'épisodes | Début de saison                | Fin de saison                  | Début de saison   | Fin de saison     |
| ------- | ------- | ----------------- | ------------------------------ | ------------------------------ | ----------------- | ----------------- |
|         | 1       | 16                | 10 octobre 2018                | 20 mars 2019                   | 1er novembre 2020 | 1er novembre 2020 |
|         | 2       | 16                | 7 octobre 2019                 | 9 mars 2020                    | 1er décembre 2020 | 1er décembre 2020 |
|         | 3       | 19                | 18 janvier 2021                | 19 juillet 2021                | 28 août 2021      | 22 octobre 2021   |
|         | 4       | 20                | 25 octobre 2021                | 23 mai 2022                    | 3 septembre 2022  | 8 octobre 2022    |
|         | 5       | 20                | 10 octobre 2022                | 15 mai 2023                    | NC                | NC                |
|         | 6       | 15                | 1er avril 2024                 | 15 juillet 2024                | NC                | NC                |
|         | 7       | 13                | 29 janvier 2025                | 5 mai 2025                     | NC                | NC                |

### Première saison (2018-2019)
| №  | Titre                                         | Réalisation                | Scénario                                     | Date             | Audience |
| -- | --------------------------------------------- | -------------------------- | -------------------------------------------- | ---------------- | -------- |
| 1  | La Nouvelle Recrue Pilot                      | Rob Hardy (en)             | April Blair (en)                             | 10 octobre 2018  | 690 000  |
| 2  | Attaques et défenses 99 Problems              | David McWhirter            | April Blair, Mike Herro et David Straus      | 17 octobre 2018  | 610 000  |
| 3  | Match inamical i                              | Rob Hardy                  | Nkechi O. Carroll                            | 24 octobre 2018  | 760 000  |
| 4  | Rien n'est gratuit Lose Yourself              | Elodie Keene               | John A. Norris                               | 7 novembre 2018  | 750 000  |
| 5  | Le Cadeau surprise All We Got                 | Rose Troche                | Robert D. Doty et Lorna Osunsanmi            | 14 novembre 2018 | 670 000  |
| 6  | Le choix t'appartient The Choice Is Yours     | Benny Boom                 | Mike Herro & David Strauss & J. Stone Alston | 28 novembre 2018 | 750 000  |
| 7  | California Love                               | Dawn Wilkinson (en)        | Nkechi Carroll et Michael Bhim               | 5 décembre 2018  | 660 000  |
| 8  | Défaite interdite Homecoming                  | Rob Hardy                  | April Blair                                  | 12 décembre 2018 | 700 000  |
| 9  | Le Meilleur joueur de l'année Keep Ya Head Up | Kevin Rodney Sullivan      | John A. Norris                               | 16 janvier 2019  | 690 000  |
| 10 | Le Nouvel engagement de Spencer m.A.A.d. city | Darren Grant (en)          | Natalie Abrams et Cam'ron Moore              | 23 janvier 2019  | 710 000  |
| 11 | Les Évaluations All Eyez on Me                | Michael Schultz            | J. Stone Alston et Robert D. Doty            | 30 janvier 2019  | 770 000  |
| 12 | Le Poids du passé Back in the Day             | Elizabeth Allen Rosenbaum  | Nkechi O. Carroll et Lorna Osunsanmi         | 6 février 2019   | 570 000  |
| 13 | La Pièce manquante Legacy                     | Salli Richardson-Whitfield | John A. Norris                               | 27 février 2019  | 610 000  |
| 14 | Un jour de trêve Regulate                     | Geoff Sholtz               | Jameal Turner                                | 6 mars 2019      | 590 000  |
| 15 | La Fin d'un secret Best Kept Secret           | Michael Schultz            | Mike Herro et David Strauss                  | 13 mars 2019     | 600 000  |
| 16 | La Grande Finale Championships                | David McWhirter            | Nkechi Okoro Carroll et Michael Bhim         | 20 mars 2019     | 540 000  |

### Deuxième saison (2019-2020)
Elle a été diffusée du 7 octobre 2019 au 9 mars 2020. En France, elle est disponible depuis le 1er décembre 2020 sur Salto.
| #  | №  | Titre                                          | Réalisation     | Scénario                                    | Date             | Audience |
| -- | -- | ---------------------------------------------- | --------------- | ------------------------------------------- | ---------------- | -------- |
| 17 | 1  | Retrouver l'étincelle Hustle & Motivate        | Rob Hardy       | Nkechi Okoro Carroll                        | 7 octobre 2019   | 880 000  |
| 18 | 2  | Vivre caché Speak Ya Clout                     | Michael Schultz | Mike Herro & David Strauss                  | 14 octobre 2019  | 690 000  |
| 19 | 3  | Les Battles Never No More                      | Sheelin Choksey | Jameal Turner                               | 21 octobre 2019  | 680 000  |
| 20 | 4  | Promotion 1994 They Reminisce Over You         | Gregg Simon     | John A. Norris                              | 28 octobre 2019  | 710 000  |
| 21 | 5  | Affronter ses démons Bring the Pain            | David McWhirter | Robert D. Doty                              | 11 novembre 2019 | 720 000  |
| 22 | 6  | De l'huile sur le feu Hard Knock Life          | Kristin Windell | J. Stone Alston & Michael Bhim              | 18 novembre 2019 | 680 000  |
| 23 | 7  | Retrouver les siens Coming Home                | Benny Boom      | Nkechi Okoro Carroll et Lorna Osunsanmi     | 25 novembre 2019 | 680 000  |
| 24 | 8  | La vie continue Life Goes On                   | Avi Youbian     | John A. Norris & Laura Nava                 | 2 décembre 2019  | 700 000  |
| 25 | 9  | Petit frère One of Them Nights                 | Erica Watson    | Jameal Turner et Cam'ron Moore              | 20 janvier 2020  | 640 000  |
| 26 | 10 | Le Bal des débutantes Protect Ya Neck          | Dawn Wilkinson  | Mike Herro et David Strauss                 | 27 janvier 2020  | 660 000  |
| 27 | 11 | À la croisée des chemins Tha Crossroads        | Ryan Zaragoza   | Robert D. Doty et Lorna Osunsanmi           | 3 février 2020   | 790 000  |
| 28 | 12 | Seul l'avenir nous le dira Only Time Will Tell | Kelli Williams  | John A. Norris                              | 10 février 2020  | 780 000  |
| 29 | 13 | Esprits d'équipe The Art of Peer Pressure      | David McWhirter | Jameal Turner et Micah Cyrus                | 17 février 2020  | 720 000  |
| 30 | 14 | Qui a tué Tyrone Moore ? Who Shot Ya           | Nikhil Paniz    | Michael Bhim et Cam'ron Moore               | 24 février 2020  | 740 000  |
| 31 | 15 | Le Retour Stakes is High                       | David Crabtree  | Mike Herro, David Strauss & J. Stone Alston | 2 mars 2020      | 760 000  |
| 32 | 16 | Sauver Crenshaw Decisions                      | Michael Schultz | Nkechi Okoro Carroll & Carrie Gutenberg     | 9 mars 2020      | 700 000  |

### Troisième saison (2021)
Elle a été diffusée du 18 janvier 2021, au 19 juillet 2021 et en France, elle est disponible dès le lendemain de sa diffusion en VOSTFr puis en VF à partir du 28 août 2021 sur la plateforme Salto.
| #                                                                                                  | №  | Titre                                                     | Réalisation      | Scénario                           | Date             | Audience  |
| -------------------------------------------------------------------------------------------------- | -- | --------------------------------------------------------- | ---------------- | ---------------------------------- | ---------------- | --------- |
| 33                                                                                                 | 1  | Nouveau départ Seasons Pass                               | Michael Schultz  | Nkechi Okoro Carroll               | 18 janvier 2021  | 1 050 000 |
| 34                                                                                                 | 2  | Survivre à South Crenshaw How to Survive in South Central | Michael Schultz  | Mike Herro & David Strauss         | 25 janvier 2021  | 820 000   |
| 35                                                                                                 | 3  | De grandes espérances High Expectations                   | Kristin Windell  | John A. Norris                     | 1er février 2021 | 660 000   |
| 36                                                                                                 | 4  | Point du rupture My Mind's Playing Tricks on Me           | Kelli Williams   | Robert D. Doty                     | 8 février 2021   | 800 000   |
| 37                                                                                                 | 5  | Remise en question How Come                               | Kelli Williams   | Robert D. Doty                     | 15 février 2021  | 750 000   |
| 38                                                                                                 | 6  | Week-end au chalet Teenage Love                           | Nikhil Paniz     | Lorna Osunsanmi & Carrie Gutenberg | 22 février 2021  | 740 000   |
| 39                                                                                                 | 7  | Tout ce qui se passe à Vegas… Roll the Dice               | Dawn Wilkinson   | Mike Herro & David Strauss         | 1er mars 2021    | 740 000   |
| 40                                                                                                 | 8  | La ressource Canceled                                     | Avi Youabian     | Jameal Turner & Cam'ron Moore      | 8 mars 2021      | 790 000   |
| 41                                                                                                 | 9  | Plus de secrets Testify                                   | Ryan Zargoza     | Robert D. Doty & Micah Cyrus       | 12 avril 2021    | 680 000   |
| 42                                                                                                 | 10 | Dans les pas de mon père Put Up or Shut Up                | David McWhirter  | John A. Norris                     | 19 avril 2021    | 650 000   |
| 43                                                                                                 | 11 | #JusticepourTamika The Bigger Picture                     | Crystle Roberson | Nkechi Okoro Carroll & Micah Cyrus | 26 avril 2021    | 620 000   |
| 44                                                                                                 | 12 | Faire bouger les lignes Fight the Power                   | Crystle Roberson | Lorna Osunsanmi                    | 17 mai 2021      | 630 000   |
| 45                                                                                                 | 13 | Toujours dans la course Bring the Noise                   | Avi Youabian     | Mike Herro & David Strauss         | 24 mai 2021      | 680 000   |
| 46                                                                                                 | 14 | Amis à la vie, à la mort Ready or Not                     | Nikhil Paniz     | Jameal Turner                      | 14 juin 2021     | 740 000   |
| 47                                                                                                 | 15 | Une soirée inattendue After Hours                         | Kelli Williams   | Mike Herro & David Strauss         | 21 juin 2021     | 640 000   |
| 48                                                                                                 | 16 | La famille No Opp Left Behind                             | David McWhirter  | Cam'ron Moore & Carrie Gutenberg   | 28 juin 2021     | 640 000   |
| 49                                                                                                 | 17 | Bienvenue à Bringston All American: Homecoming            | Michael Schultz  | Nkechi Okoro Carroll               | 5 juillet 2021   | 580 000   |
| Il s'agit du pilote du spin-off All American: Homecoming centré sur le personnage de Simone Hicks. |    |                                                           |                  |                                    |                  |           |
| 50                                                                                                 | 18 | Le Mariage Int'L Player Anthem (I Choose You)             | Kristin Windell  | Robert D. Doty                     | 12 juillet 2021  | 600 000   |
| 51                                                                                                 | 19 | Trahison interne Surviving the Times                      | Michael Schultz  | John A. Norris                     | 19 juillet 2021  | 720 000   |

### Quatrième saison (2021-2022)
Elle est diffusée du 25 octobre 2021 jusqu'au 23 mai 2022 sur The CW. En France, elle est disponible dès le lendemain de sa diffusion en VOSTFr puis en VF depuis le 3 septembre 2022 sur Salto.
| #  | №  | Titre                                              | Réalisation                 | Scénario                                | Date              | Audience |
| -- | -- | -------------------------------------------------- | --------------------------- | --------------------------------------- | ----------------- | -------- |
| 52 | 1  | Face au vide Survival of the Fittest               | Michael Schultz             | Nkechi Okoro Carroll                    | 25 octobre 2021   | 640 000  |
| 53 | 2  | Prendre sa vie en main I Ain't Goin Out Like That  | David McWhirter             | Mike Herro & David Strauss              | 1er novembre 2021 | 520 000  |
| 54 | 3  | Seconde chance All I Need                          | Kelli Williams              | Robert D. Doty                          | 8 novembre 2021   | 560 000  |
| 55 | 4  | Démonstration de talent Bird in the Hand           | Ryan Zaragoza               | John A. Norris                          | 15 novembre 2021  | 600 000  |
| 56 | 5  | Provoquer la chance Can It All Be So Simple        | Charissa Sanjarernsuithikul | Jameal Turner                           | 22 novembre 2021  | 580 000  |
| 57 | 6  | Rendez-vous dans 20 ans Show Me A Good Time        | Kristin Windell             | Adrian Dukes                            | 6 décembre 2021   | 500 000  |
| 58 | 7  | Les reines du bal Prom Night                       | Ryan Zaragoza               | Micah Cyrus & Carrie Gutenberg          | 13 décembre 2021  | 700 000  |
| 59 | 8  | La remise des diplômes Walk This Way               | Nikhil Paniz                | Robert D. Doty & Obiageli Odimegwu      | 21 février 2022   | 650 000  |
| 60 | 9  | Le sponsor Got Your Money                          | Dawn Wilkinson              | Mike Herro & David Strauss              | 28 février 2022   | 540 000  |
| 61 | 10 | Six heures du mat… 6 'N the Mornin                 | Christine Swanson           | John A. Norris                          | 7 mars 2022       | 590 000  |
| 62 | 11 | Petite touche personnelle Liberation               | Avi Youabian                | Adrian Dukes                            | 14 mars 2022      | 670 000  |
| 63 | 12 | Une nouvelle vocation Babies and Fools             | Daniel Ezra                 | Jameal Turner                           | 21 mars 2022      | 580 000  |
| 64 | 13 | Le premier match Jump on It                        | Benny Boom                  | Carrie Gutenberg                        | 28 mars 2022      | 570 000  |
| 65 | 14 | La force des réseaux Changes                       | Kelli Williams              | Micah Cyrus                             | 11 avril 2022     | 470 000  |
| 66 | 15 | Vortex C.R.E.A.M (Cash Rules Everything Around Me) | Michael Schultz             | Robert D. Doty                          | 18 avril 2022     | 440 000  |
| 67 | 16 | Tensions Labels                                    | James Lafferty              | Mike Herro & David Strauss              | 25 avril 2022     | 520 000  |
| 68 | 17 | Terrains neutres Hate Me Now                       | Sheelin Choksey             | Obiageli Odimegwu & Spencer Paysinger   | 2 mai 2022        | 450 000  |
| 69 | 18 | Le Roi de Crenshaw Came Back for You               | Crystle Roberson            | Nkechi Okoro Carroll & Jennifer A. King | 9 mai 2022        | 420 000  |
| 70 | 19 | Meurtre à Beverly Hills Murder Was the Case        | Ryan Zaragoza               | John A. Norris                          | 16 mai 2022       | 550 000  |
| 71 | 20 | Chacun son rêve… Champagne Glasses                 | David McWhirter             | Jameal Turner                           | 23 mai 2022       | 670 000  |

### Cinquième saison (2022-2023)
Une cinquième saison a été annoncée le 22 mars 2022. Elle est diffusée depuis le 10 octobre 2022.
| #  | №  | Titre                                                | Réalisation                 | Scénario                                | Date             | Audience |
| -- | -- | ---------------------------------------------------- | --------------------------- | --------------------------------------- | ---------------- | -------- |
| 72 | 1  | La fête de Noël Ludacrismas                          | Nikhil Paniz                | Nkechi Okoro Carroll & Carrie Gutenberg | 10 octobre 2022  | 450 000  |
| 73 | 2  | Libre comme l'air Don't Sweat the Technique          | Kelli Williams              | Mike Herro & David Strauss              | 17 octobre 2022  | 390 000  |
| 74 | 3  | Une robe, et plus si affinité Feeling Myself         | Geoff Shotz                 | Robert D. Doty                          | 24 octobre 2022  | 480 000  |
| 75 | 4  | Enterrement de vie de jeune fille Turn Down for What | Christine Swanson           | Adrian Dukes                            | 7 novembre 2022  | 450 000  |
| 76 | 5  | Leçons de séduction I Need Love                      | Michael Schultz             | John A. Norris                          | 14 novembre 2022 | 530 000  |
| 77 | 6  | Recrutement national Can't Nobody Hold Me Down       | Charissa Sanjarernsuithikul | Micah Cyrus                             | 21 novembre 2022 | 450 000  |
| 78 | 7  | Queen Olivia Hate It or Love It                      | Jes Macallan                | Jameal Turner                           | 28 novembre 2022 | 450 000  |
| 79 | 8  | Sur le grill Feel So Good                            | Ryan Zaragoza               | Carrie Gutenberg                        | 23 janvier 2023  | 500 000  |
| 80 | 9  | Vent de panique Feel It in the Air                   | David McWhirter             | Obiageli Odimegwu                       | 30 janvier 2023  | 470 000  |
| 81 | 10 | Pour la bonne cause O.P.P.                           | David Crabtree              | Mike Herro & David Strauss              | 6 février 2023   | 500 000  |
| 82 | 11 | Le temps qui court Time                              | Dawn Wilkinson              | John A. Norris                          | 13 février 2023  | 550 000  |
| 83 | 12 | Adieu Billy Lost One                                 | Michael Schultz             | Jameal Turner                           | 20 février 2023  | 670 000  |
| 84 | 13 | Le jour d'après Day Ones                             | Daniel Ezra                 | Nkechi Okoro Carroll & Carrie Gutenberg | 13 mars 2023     | 540 000  |
| 85 | 14 | Ma plus grande fierté Make Me Proud                  | Jes Macallan                | Robert D. Doty                          | 20 mars 2023     | 460 000  |
| 86 | 15 | Faire son deuil United in Grief                      | Avi Youabian                | Adrian Dukes                            | 27 mars 2023     | 480 000  |
| 87 | 16 | La fête est finie My Name Is                         | Karimah Westbrook           | John A. Norris & Chynna Ladage          | 17 avril 2023    | 440 000  |
| 88 | 17 | Aller de l'avant Mask Off                            | James Lafferty              | Micah Cyrus                             | 24 avril 2023    | 600 000  |
| 89 | 18 | Olivia 2.0 This Is How You Do It                     | Charissa Sanjarernsuithikul | Robert D. Doty & Obiageli Odimegwu      | 1er mai 2023     | 410 000  |
| 90 | 19 | Mise à nu Sabotage                                   | Sudz Sutherland             | Jameal Turner                           | 8 mai 2023       | 460 000  |
| 91 | 20 | La bague Now That We've Found Love                   | David McWhirter             | Mike Herro & David Strauss              | 15 mai 2023      | 390 000  |

### Sixième saison (2024)
La sixième saison est annoncée le 11 janvier 2023 et diffusée du 1er avril au 15 juillet 2024.
| #   | №  | Titre                                              | Réalisation        | Scénario                                 | Date            | Audience |
| --- | -- | -------------------------------------------------- | ------------------ | ---------------------------------------- | --------------- | -------- |
| 92  | 1  | titre français inconnu Things Done Changed         | Nikhil Paniz       | Nkechi Okoro Carroll                     | 1er avril 2024  | 370 000  |
| 93  | 2  | titre français inconnu Public Service Announcement | Michael Schultz    | Robert D. Doty                           | 8 avril 2024    | 370 000  |
| 94  | 3  | titre français inconnu Business is Business        | David McWhirter    | Adrian Dukes                             | 15 avril 2024   | 330 000  |
| 95  | 4  | titre français inconnu Black Out                   | Ryan Zaragoza      | Mike Herro & David Strauss               | 22 avril 2024   | 370 000  |
| 96  | 5  | titre français inconnu Trust Issues                | Kelli Williams     | Micah Cyrus                              | 29 avril 2024   | 410 000  |
| 97  | 6  | titre français inconnu Connection                  | Charles Lee Wilson | Carrie Gutenberg                         | 6 mai 2024      | 460 000  |
| 98  | 7  | titre français inconnu Passin' Me By               | Jes Macallan       | Jameal Turner                            | 13 mai 2024     | 380 000  |
| 99  | 8  | titre français inconnu Kids See Ghosts             | Sheelin Choksey    | Obiageli Odimegwu                        | 20 mai 2024     | 460 000  |
| 100 | 9  | titre français inconnu 100%                        | Daniel Ezra        | Nkechi Okoro Carroll & Chynna Ladage     | 27 mai 2024     | 340 000  |
| 101 | 10 | titre français inconnu Mass Appeal                 | Dawn Wilkinson     | Robert D. Doty                           | 3 juin 2024     | 370 000  |
| 102 | 11 | titre français inconnu The Next Episode            | Dawn Wilkinson     | Robert D. Doty                           | 10 juin 2024    | 470 000  |
| 103 | 12 | titre français inconnu Draft Day                   | Dawn Wilkinson     | Mike Herro & David Strauss               | 17 juin 2024    | 400 000  |
| 104 | 13 | titre français inconnu Victory Lap                 | Avi Youabian       | Jameal Turner                            | 24 juin 2024    | 410 000  |
| 105 | 14 | titre français inconnu I Do (Part I)               | Jes Macallan       | Micah Cyrus & Carrie Gutenberg           | 8 juillet 2024  | 400 000  |
| 106 | 15 | titre français inconnu I Do (Part II)              | Michael Schultz    | Nkechi Okoro Carroll & Obiageli Odimegwu | 15 juillet 2024 | 420 000  |

### Septième saison (2025)
La septième saison est annoncée le 3 juin 2024 avec treize épisodes. Elle est diffusée du 29 janvier 2025. au 5 mai 2025.
| #   | №  | Titre                                            | Réalisation                 | Scénario             | Date            | Audience |
| --- | -- | ------------------------------------------------ | --------------------------- | -------------------- | --------------- | -------- |
| 107 | 1  | titre français inconnu Reborn                    | David McWhirter             | Nkechi Okoro Carroll | 29 janvier 2025 | 280 000  |
| 108 | 2  | titre français inconnu Get By                    | Michael Schultz             | Adrian Dukes         | 10 février 2025 | 330 000  |
| 109 | 3  | titre français inconnu Ante Up                   | David McWhirter             | Robert D. Doty       | 17 février 2025 | 320 000  |
| 110 | 4  | titre français inconnu Face Off                  | Kristen Windell             | Christopher N. Corte | 24 février 2025 | 370 000  |
| 111 | 5  | titre français inconnu I Got a Story to Tell     | Ryan Zaragoza               | Micah Cyrus          | 3 mars 2025     | 300 000  |
| 112 | 6  | titre français inconnu Return of the Mack        | Charles Lee Wilson          | David Strauss        | 10 mars 2025    | 350 000  |
| 113 | 7  | titre français inconnu Boom I Got Your Boyfriend | Charissa Sanjarernsuithikul | Chynna Ladage        | 17 mars 2025    | 390 000  |
| 114 | 8  | titre français inconnu Squabble Up               | Dawn Wilkinson              | Jameal Turner        | 24 mars 2025    | 320 000  |
| 115 | 9  | titre français inconnu Shadowboxin               | Daniel Ezra                 | Adrian Dukes         | 31 mars 2025    | 310 000  |
| 116 | 10 | titre français inconnu Just a Friend             | Jes Macallan                | Robert D. Doty       | 14 avril 2025   | 290 000  |
| 117 | 11 | titre français inconnu No Role Modelz            | Karimah Westbrook           | Micah Cyrus          | 21 avril 2025   | 330 000  |
| 118 | 12 | titre français inconnu Don't Hate the Player     | Avi Youabian                | David Strauss        | 28 avril 2025   | 370 000  |
| 119 | 13 | titre français inconnu Award Tour                | Nikhil Paniz                | Jameal Turner        | 5 mai 2025      | 300 000  |

## Réponse critique
Sur le site Web de l'agrégateur d'avis Rotten Tomatoes, la série détient un taux d'approbation de 91 %, basé sur 23 avis, et une note moyenne de 6,92 / 10. Le consensus critique du site Web se lit comme suit : « Les tentatives ambitieuses de la série pour s'attaquer aux luttes de classe et aux drames en classe jouent en grande partie grâce à sa distribution gagnante - un début propice à une nouvelle série prometteuse ». Metacritic, qui utilise une moyenne pondérée, a attribué une note de 63 sur 100 sur la base de 15 critiques, indiquant « des critiques généralement favorables ».

## Spin-off
Le 18 décembre 2020, il a été annoncé que la chaine The CW était en train de développer un pilote pour un spin-off sur le personnage de Simone Hicks, interprété par Geffri Maya. Le 1er février 2021, The CW a donné une commande du pilote au spin-off et l'a intitulé All American: Homecoming. Le 29 mars 2021, Peyton Alex Smith, Cory Hardrict, Kelly Jenrette (en), Sylverser Powell, Netta Walker et Camille Hyde ont été choisis pour jouer dans le pilote. Le 24 mai 2021, la série dérivée a été commandée. Le pilote devrait être diffusé le 5 juillet 2021 dans la troisième saison de All American. La série est diffusée depuis le 21 février 2022. En juin 2024, il est annoncé que la troisième saison serait la dernière.